# Gabriel Pradal
Gabriel Pradal Gómez (Almería, 21 de septiembre de 1891 — Toulouse, Francia, 16 de septiembre de 1965) fue un político, periodista y arquitecto español fallecido en el exilio.

## Biografía
Hijo de un delineante, fue el mayor de trece hermanos nacidos en el seno de una acomodada familia almeriense. 

### Como periodista y político
En 1911 marchó a Madrid para estudiar arquitectura. Durante los años universitarios escribe artículos comprometidos en la prensa social con el seudónimo "Pericles García", haciéndose sus reivindicaciones más virulentas a partir de 1918, con el auge del PSOE y la inminencia de las elecciones. Su apoyo explícito al PSOE se materializa con su afiliación en 1919. A partir de ese año entablará con Pablo Iglesias una cercana relación.
En 1931 se presentó como candidato a las cortes constituyentes de la II República y resultó elegido diputado por Almería, ciudad a la que dedicará parte de su esfuerzo político. Fue reelegido en 1936. Ese mismo año, ante el inminente levantamiento del ejército en su provincia natal, reúne a todas las fuerzas de izquierda de la capital en un Comité Central Antifascista y ordena el envío del cañonero Lepanto, que consigue sofocar la sublevación. Más tarde, fue nombrado comisario político en el acorazado Jaime I, pero con el inicio de la Guerra Civil, marchó a Barcelona. Tras el conflicto se exilió en Toulouse, donde pudo reencontrarse con el resto de su familia en julio de 1939. En Francia no se le reconoció el título de arquitecto, por lo que tuvo que trabajar como delineante. También, a partir de 1952, recuperó su perfil periodístico dirigiendo El Socialista, en el que retomaría el seudónimo de Pericles García.
Mantuvo la actividad política durante todo su exilio, participando en los gobiernos republicanos en el exilio y las Cortes de México (1945) y Múnich (1962), manteniendo la vocalía en todas las ejecutivas de UGT, desde 1952 hasta su muerte diez años después.

### Como arquitecto
Llegó a ser arquitecto municipal, decano y presidente del colegio de arquitectos de Madrid. Entre sus obras en la capital de España pueden citarse: la ampliación de la Casa del Pueblo del PSOE, la "Institución Pablo Iglesias", donde se instaló la rotativa de El Socialista y la Ciudad Jardín del Norte. Y en Almería: la Casa de Socorro, proyecto de casa burguesa de 1925, situada en el centro de la ciudad. Exiliado en 1939, el régimen franquista le sancionó, como a otros muchos arquitectos funcionarios del gobierno republicano, con inhabilitación perpetua del ejercicio público. Ocupada Francia por las tropas nazis, el gobierno de Franco pidió su extradición (habiendo sido condenado a tres penas de muerte). A pesar de ser detenido, finalmente no fue devuelto a España.
Entre sus descendientes está el compositor y director de escena Vicente Pradal.

### La cabeza de Pablo Iglesias
La familia Pradal guardó durante cuarenta años los planos que indicaban el lugar del Parque del Retiro en el que fue enterrada clandestinamente la cabeza de Pablo Iglesias esculpida por Emiliano Barral para el monumento al líder socialista inaugurado en 1936 y destruido tras la victoria del franquismo.
En 1979, la familia Pradal, a través de Máximo Rodríguez, entregó el plano al Secretario General del PSOE y se procedió a desenterrar la escultura escondida, que luego pasó a ser expuesta permanentemente en la sede del partido en la Calle Ferraz de Madrid.